# Nomosphecia pyramida
Nomosphecia pyramida là một loài tò vò trong họ Ichneumonidae.